# هيروشي أوكودا
هيروشي أوكودا (باليابانية: 奥田碩؛ بالكانا: おくだ ひろし) هو شخصية أعمال ياباني، ولد في 29 ديسمبر 1932 في تسو في اليابان.

## روابط خارجية
- هيروشي أوكودا على موقع مونزينجر (الألمانية)